# Rhabditis nidrosiensis
Rhabditis nidrosiensis is een rondwormensoort uit de familie van de Rhabditidae. De wetenschappelijke naam van de soort is voor het eerst geldig gepubliceerd in 1974 door Sudhaus.